# Mai Itō
Mai Itō (jap. 伊藤舞 Itō Mai; ur. 23 maja 1984) – japońska lekkoatletka, specjalizująca się w biegach długodystansowych.
W 2011 zajęła 22. miejsce w biegu maratońskim podczas mistrzostw świata w Daegu. W 2012 wystartowała na mistrzostwach świata w półmaratonie, na których zajęła 9. miejsce indywidualnie, a w rywalizacji drużynowej zdobyła brązowy medal.

## Osiągnięcia
| Rok  | Impreza                           | Miejsce        | Konkurencja            | Lokata      | Wynik   |
| ---- | --------------------------------- | -------------- | ---------------------- | ----------- | ------- |
| 2011 | Mistrzostwa świata                | Daegu          | maraton                | 22. miejsce | 2:35:16 |
| 2012 | Mistrzostwa świata w półmaratonie | Kawarna        | półmaraton             | 9. miejsce  | 1:11:25 |
| 2012 | Mistrzostwa świata w półmaratonie | Kawarna        | półmaraton (drużynowo) | 3. miejsce  | 3:34:45 |
| 2015 | Mistrzostwa świata                | Pekin          | maraton                | 7. miejsce  | 2:29:48 |
| 2016 | Igrzyska olimpijskie              | Rio de Janeiro | maraton                | 46. miejsce | 2:37:37 |

## Rekordy życiowe
- Bieg na 10 000 metrów – 32:07,41 (2013)
- Półmaraton – 1:09:57 (2015)
- Maraton – 2:24:42 (2015)